# Église Saint-Clodoald de Saint-Cloud
L’église Saint-Clodoald de Saint-Cloud dans les Hauts-de-Seine est une église paroissiale affectée au culte catholique.

## Historique
Il semble qu'il existait déjà une chapelle vers 550, à l’arrivée de saint Clodoald. 
Le 30 juillet 1109 a eu lieu une procession de l'église Saint-Hermeland de Bagneux vers la chapelle Saint-Prix de Fontenay, alors enclavée à Bagneux pour recevoir provisoirement le dépôt des reliques de la Vraie Croix envoyé par le grand chantre de l'Église de Jérusalem Anseau. En tête de la procession, le chapitre de Paris avec son doyen et les trois archidiacres : Étienne de Garlande, puis Guibert (Girbert) qui deviendra évêque de Paris, puis Galon. Ils étaient accompagnés de l'évêque de Senlis, Hubert(us), et de celui de Meaux, Manassé Ier, puis Guillaume de Champeaux. Le cortège prit le morceau de la Croix et repartit en direction de l'église Saint-Clodoald de Saint-Cloud, puis y retournèrent le dimanche suivant pour la conduire à l'église cathédrale de Paris.
L’ancienne église des Xe et XIe siècles, déjà agrandie et modifiée de nombreuses fois au cours du temps, fut à nouveau reconstruite à la fin du XIXe siècle, entre avril 1861 et mai 1863 par l'architecte Pierre-Félix Delarue.

## Architecture et décorations
Le bâtiment actuel est de style romano-gothique. Il est inscrit aux monuments historiques depuis 1995.
La chaire, réalisée en 1899, est l’œuvre d’Ernest Guilbert.
L'orgue de tribune est un Cavaillé-Coll de 1854. Il a été restauré par Pascal Quoirin.
En 2021, une restauration importante a été entreprise concernant les ornementations et les décors réalisés par Jules-Alexandre Duval Le Camus (1814-1878) et Alexandre-Dominique Denuelle (1818-1879).  

## Galerie

L'église Saint-Clodoald de Saint-Cloud
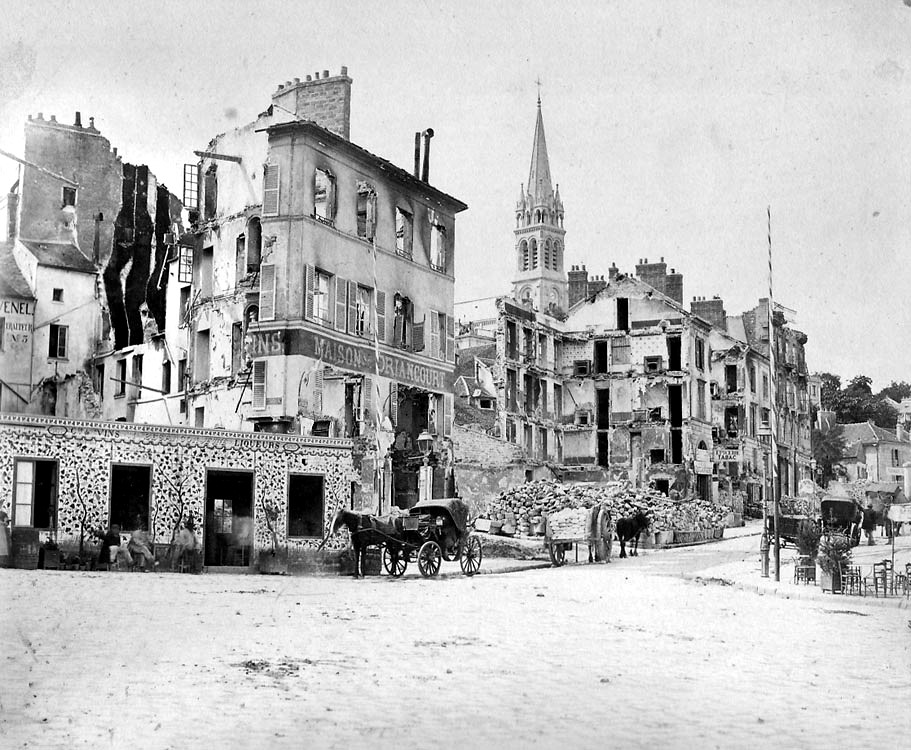
L'église (au centre, en arrière-plan) n'a pas été détruite par les bombardements de la guerre franco-allemande de 1870.
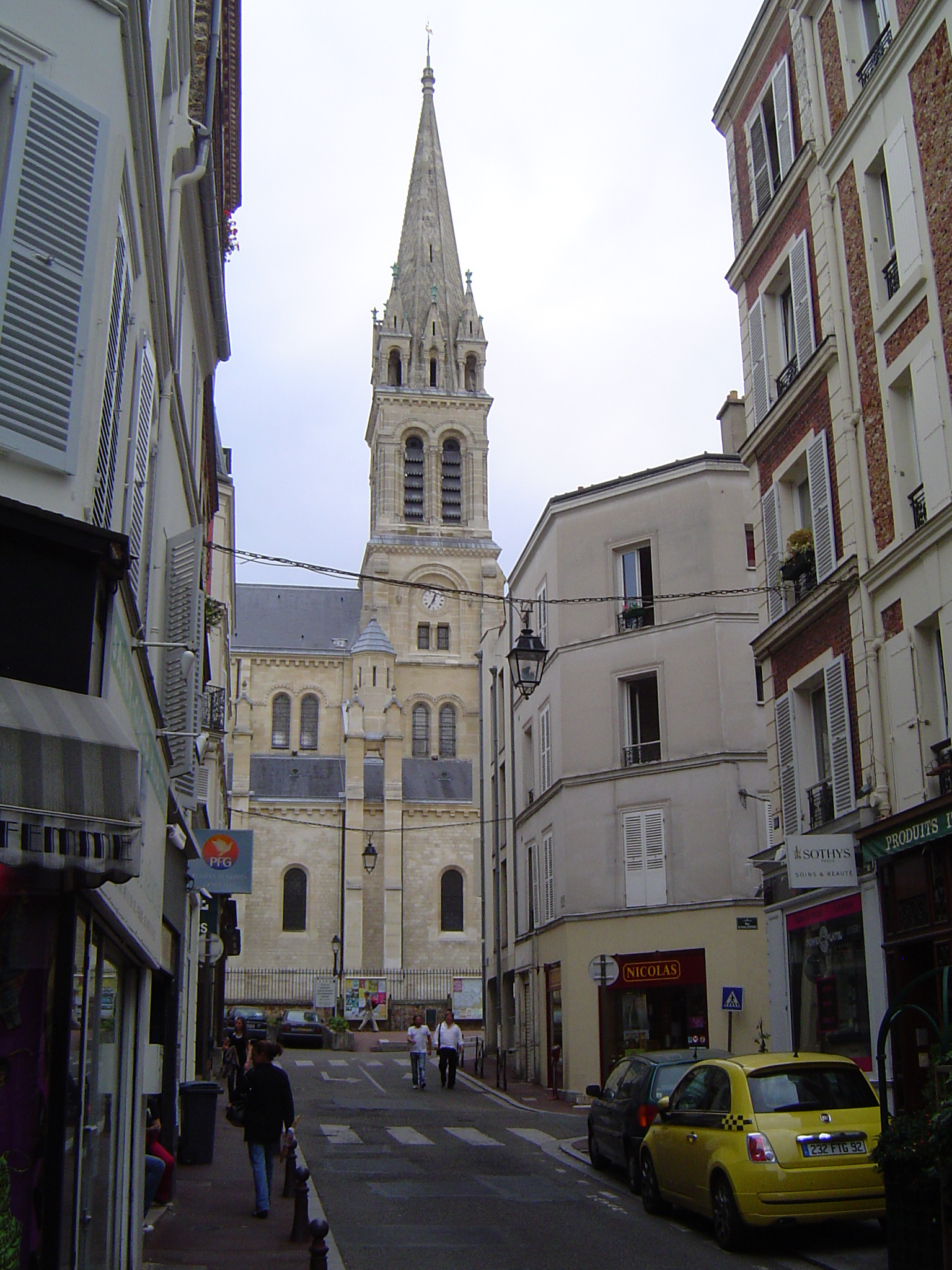
L'église Saint-Clodoald vue de la rue de l'Église.
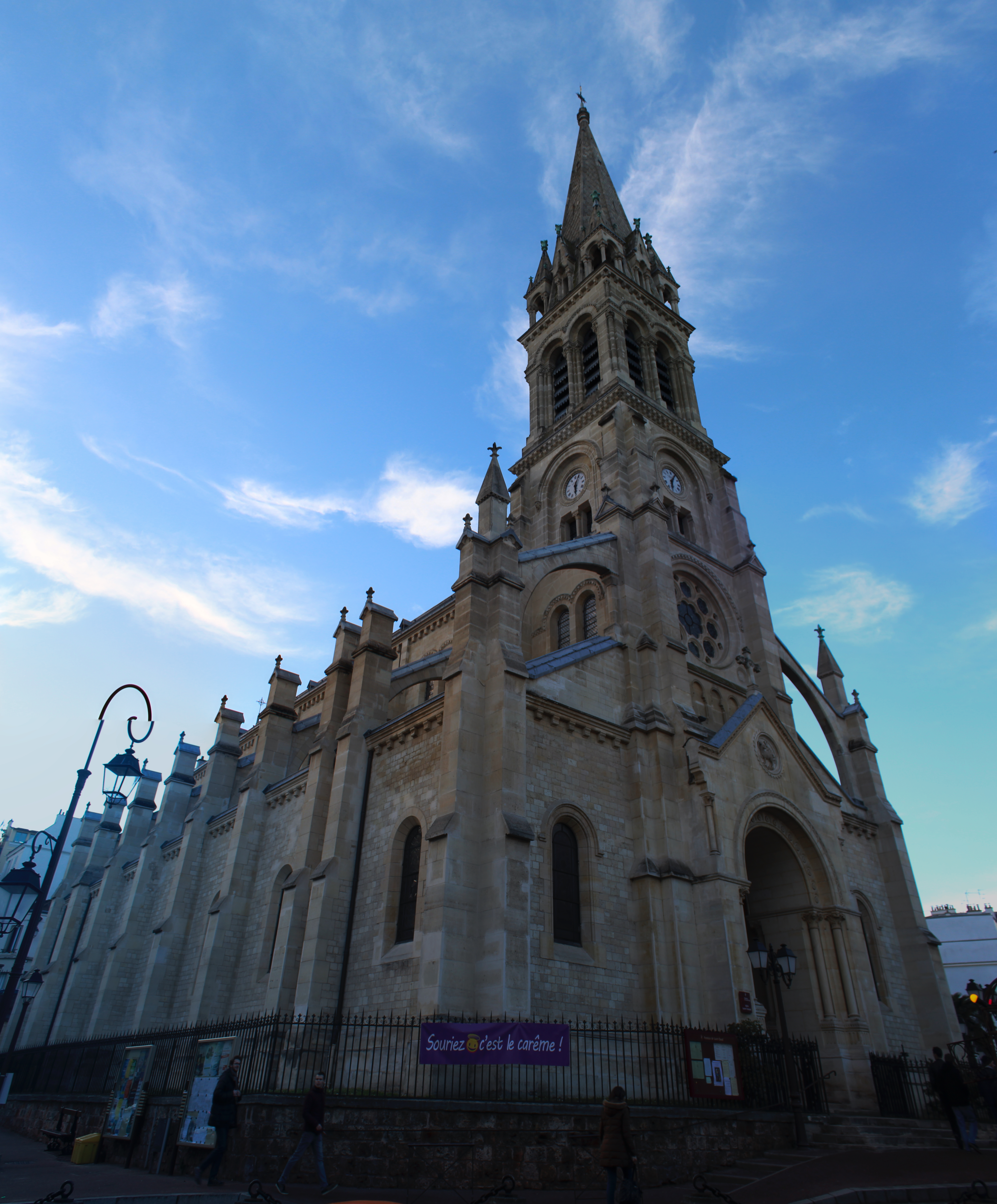
Le clocher-porche de l'église.

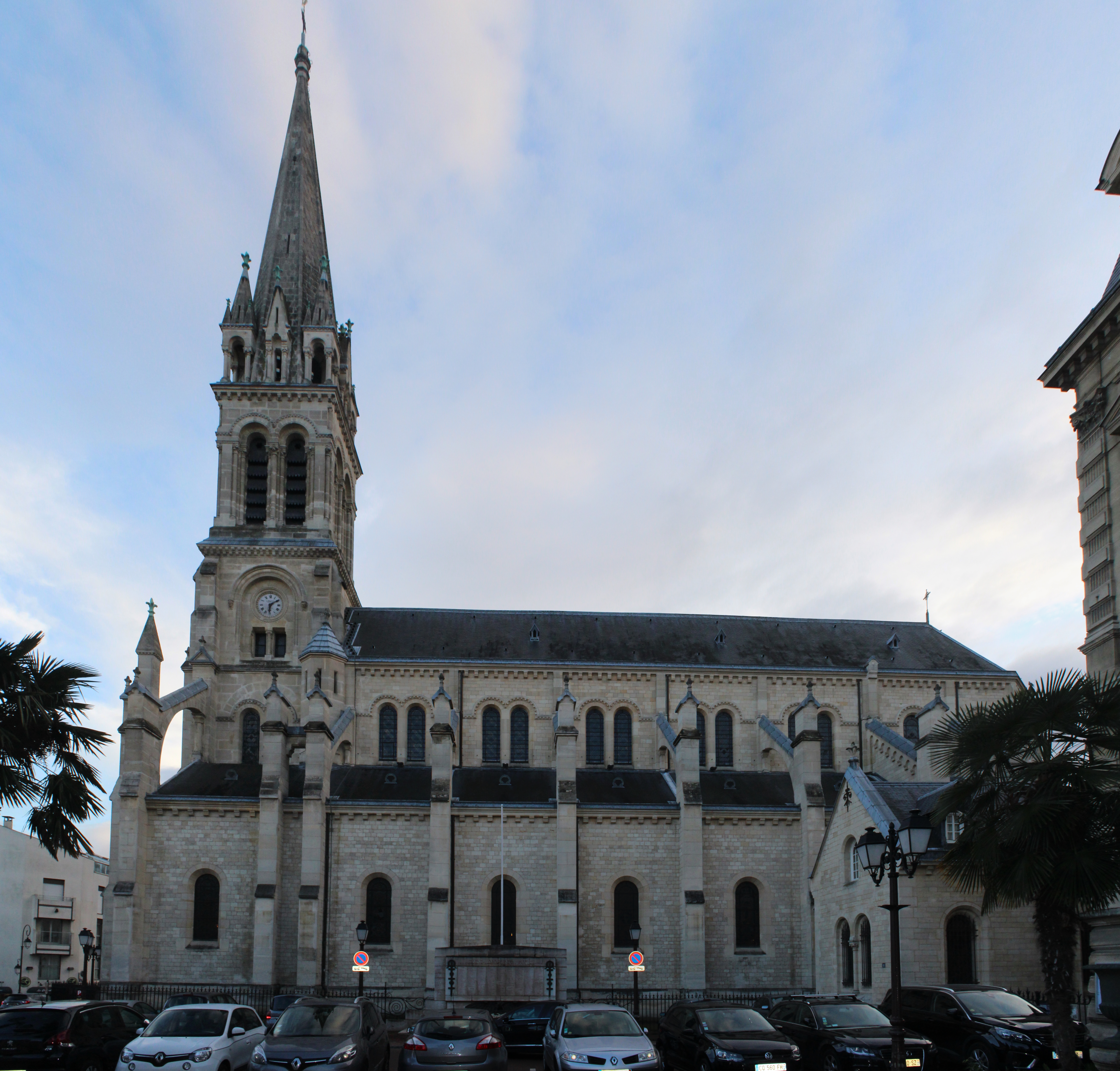
Façade latérale.
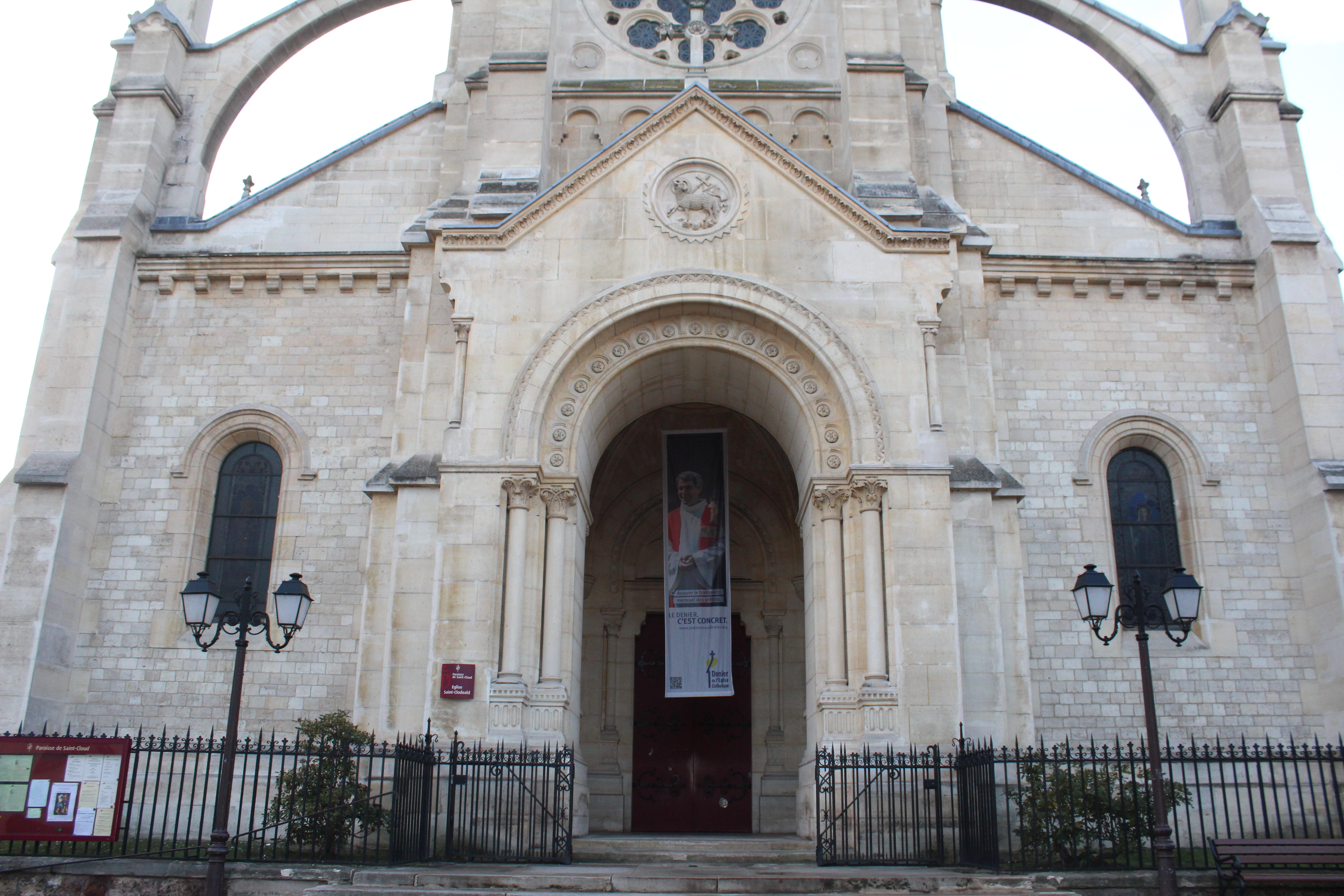
Le portail de l'église.
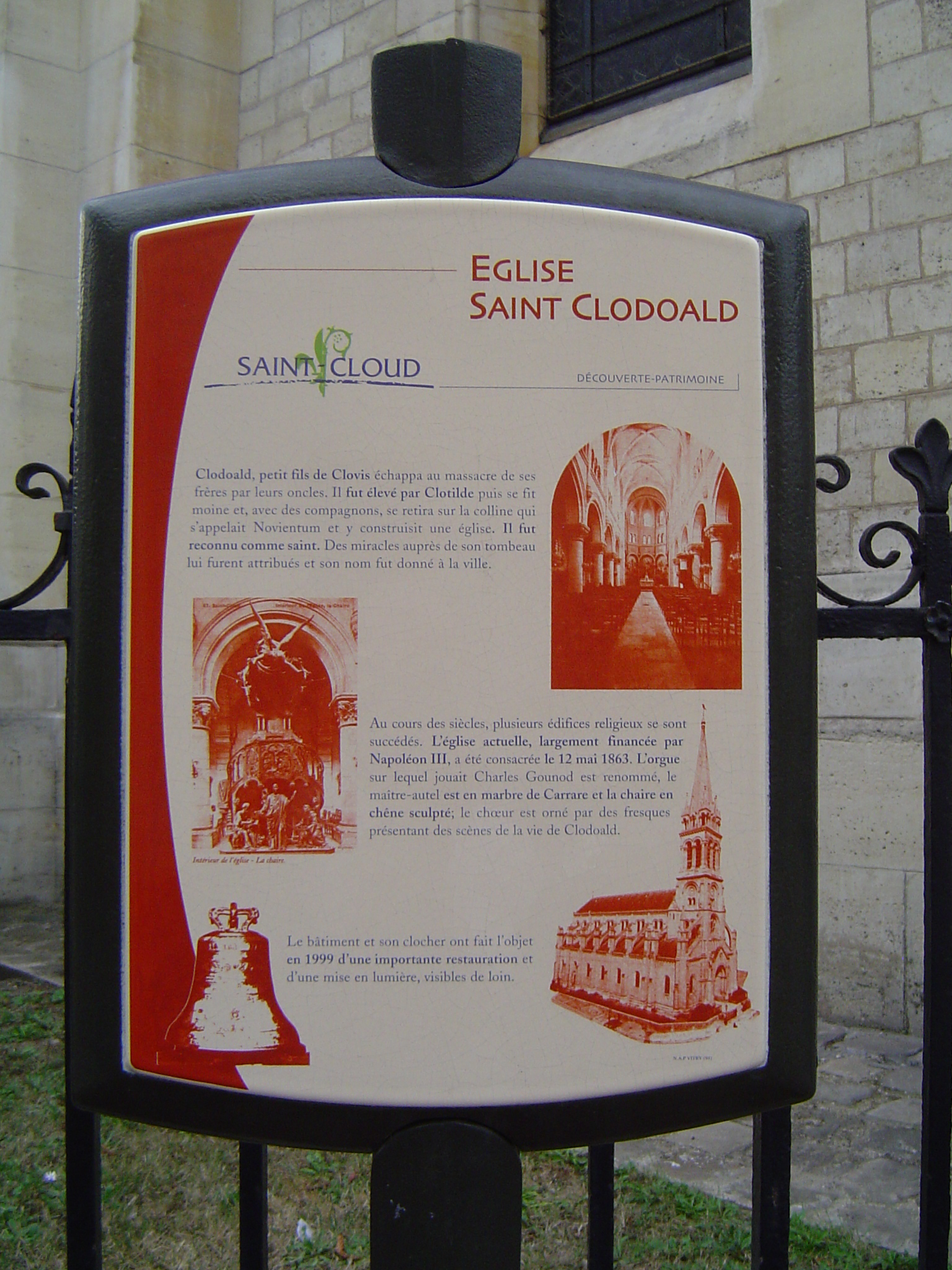
Panneau découverte-patrimoine de Saint-Cloud.